# Isla de Sacrificios
Isla de Sacrificios (en français : île des Sacrifices) est une île mexicaine située dans le golfe du Mexique à 1,7 km au nord-est de Costa Verde, un lieu-dit de Boca del Rio, une municipalité limitrophe de la ville de Veracruz. Les eaux qui entourent l'île font partie du parc national marin de Sistema Arrecifal Veracruzano (es). L'accès à l'île est interdit au public et elle est protégée par le Secrétariat de la Marine du Mexique.
L'île est nommée et sa position inscrite pour la première fois sur une carte lors de l'expédition menée en 1518 sous les ordres de Juan de Grijalva, la première expédition espagnole à reconnaître cette partie du golfe du Mexique. Selon le récit de Bernal Díaz del Castillo, un membre de l'expédition dont l’Historia verdadera de la conquista de la Nueva España dresse les exploits des conquistadors et en particulier d'Hernán Cortés, après qu'il a débarqué sur l'île :

« We found two stone buildings of good workmanship, each with a flight of steps leading up to a kind of altar, and on those altars were evil-looking idols, which were their gods. Here we found five Indians who had been sacrificed to them on that very night. Their chests had been struck open and their arms and thighs cut off, and the walls of these buildings were covered in blood. All this amazed us greatly, and we called this island the Isla de Sacrificios, as it is now named on the charts. »

Traduction : 

« Nous avons découvert deux constructions de pierre et d'un bon ouvrage, chacune avec une volée de marches menant vers une sorte d'autel et sur ces autels étaient des idoles menaçantes, qui étaient leurs dieux. Nous avons trouvé là cinq Indiens qui leur avaient été sacrifiés la nuit même. Leurs poitrines avaient été frappées et ouvertes et leurs bras et cuisses lacérés et les murs de ces constructions étaient couverts de sang. Tout ceci nous impressionna vivement et nous appelâmes cette île Isla de Sacrificios, (ile des Sacrifices) comme elle est maintenant nommée sur les cartes. »

En 1823, lorsque le collectionneur d'antiquités William Bullock visite l'île, il la décrit comme une « simple bande de sable » inhabitée, à l'exception d'« une seule misérable famille indienne vivant dessus ». Des ruines de bâtiments précolombiens sont aujourd'hui encore visibles. Bullock notera également que l'île était :

« ...parsemée [sic] avec les os des sujets britanniques qui ont péri dans ce climat malsain, et dont les restes ne sont pas autorisés à être enterrés en terre consacrée. »

Le 17 mars 1867, elle est le point de départ de la division cuirassée française au retour de l'expédition du Mexique .

## Galerie

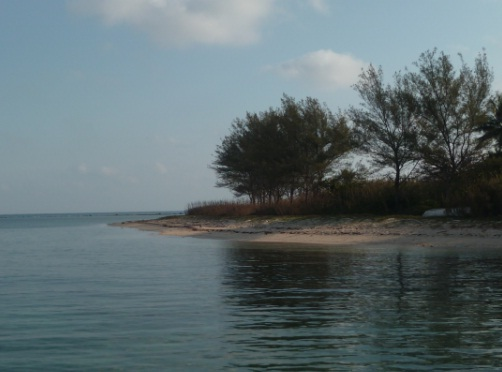
Vue Nord Ouest
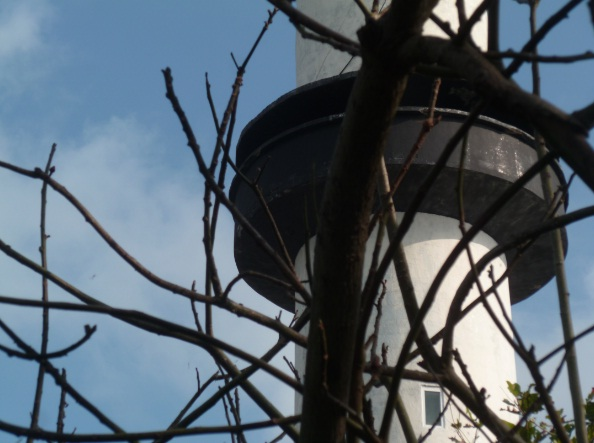
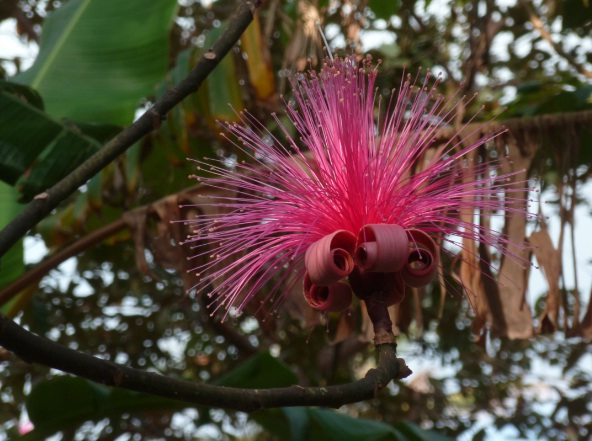
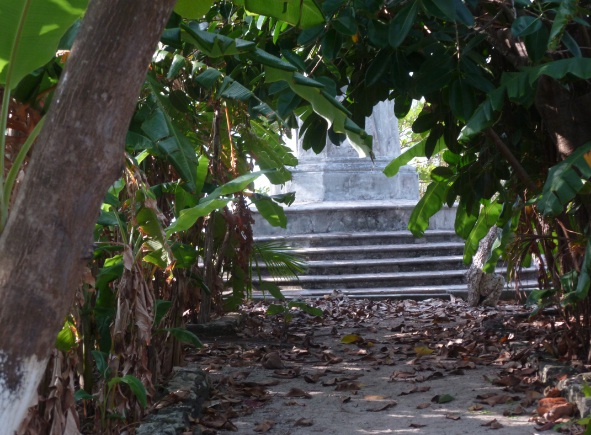
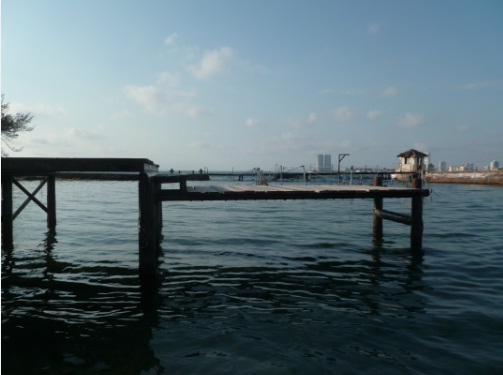
le ponton

### Video
- Quirec Chantraine, « Chalchiuitlapazco Veracruz Santuario Funerario Prehispanico Isla Sacrificios », 17 avril 2019 (consulté le 17 avril 2019)

### Webographie
- Notices d'autorité :   - VIAF
  - IdRef
  - LCCN
  - Israël